# سیارک ۲۴۲۸
سیارک ۲۴۲۸ (به انگلیسی: 2428 Kamenyar، نامگذاری:1977RZ6) دو هزار و چهارصد و بیست و هشتمین سیارک کشف شده‌است که در ۱۱ سپتامبر ۱۹۷۷ کشف شد.
قدر مطلق سیارک برابر ۱۱٫۰۰ است.